# Romance & Cigarettes
Romance & Cigarettes es una comedia romántica musical del año 2005 escrita y dirigida por John Turturro y protagonizada por James Gandolfini, Susan Sarandon y Kate Winslet.

## Argumento
Nick (James Gandolfini) es un trabajador de la industria metalúrgica que repara puentes. Está casado con Kitty (Susan Sarandon), una modista madre de tres hijas. Nick es una buena persona que siempre busca lo mejor para su familia, pero está viviendo un romance con Tula (Kate Winslet). Tiene que elegir entre su mujer o su amante.

## Reparto
- James Gandolfini - Nick Murder
- Susan Sarandon - Kitty Kane Murder
- Kate Winslet - Tula
- Steve Buscemi - Angelo
- Mandy Moore - Baby Murder
- Mary-Louise Parker - Constance Murder
- Aida Turturro - Rosebud / "Rara"
- Christopher Walken - Bo
- Barbara Sukowa - Gracie
- Bobby Cannavale - Chetty Jr. / "Fryburg"
- Eddie Izzard - Gene Vincent
- Elaine Stritch - Grace Murder
- P.J. Brown - Oficial de policía
- Tonya Pinkins - Médico
- Amy Sedaris - Frances
- Adam LeFevre - Novio de Frances
- Cady Huffman - Roe
- Kumar Pallana - Da Da Kumar
- John Turturro - Bailarín y cantante
- Tony Goldwyn - Primer amor de Kitty (sin acreditar)

## Producción y estreno
Fue producida por la compañía productora de Nueva York, GreeneStreet Films, junto a United Artists, los hermanos Coen y la compañía de Mel Gibson, Icon Entertainment International. Romance & Cigarettes fue estrenada en el Festival Internacional de Cine de Venecia el 6 de septiembre de 2005 y una semana después fue proyectada en el Festival de Toronto. El 24 de marzo de 2006 fue estrenada en el Reino Unido e Irlanda, y más tarde en otros países europeos entre marzo y abril. En Estados Unidos tuvo un estreno limitado el 7 de septiembre de 2007, siendo distribuida por el propio John Turturro, aunque en un principio United Artists se iba a encargar de la distribución.

## Recibimiento
Romance & Cigarettes recibió críticas mixtas. Según Rotten Tomatoes, la película consiguió un porcentaje de 54% de críticas favorables.

## Banda sonora
| 2005: Banda sonora de Romance & Cigarettes | |
| --- | --- |
| 1. "Delilah" - Tom Jones 2. "A man without love" - Engelbert Humperdinck 3. "Piece of my heart" - Dusty Springfield 4. "Answer me, my love" - Gene Ammons 5. "Red-Headed Woman" - Bruce Springsteen 6. "Scapricciatiello (Do you love me like you kiss me?)" - Connie Francis 7. "Hot pants - (James Brown canción)" - Bobby Cannavale 8. "Quando m'innamoro" - Anna Identici 9. "Little water song" - Ute Lemper 10. "Prisoner of love (canción 1931)" - Cyndi Lauper 11. "Trouble" - Elvis Presley 12. "Tema de Sansón y Dalila (película de 1949)" - Victor Young | 1. "El cuarto de Tula" - Buena Vista Social Club 2. "Piece of my heart" - Erma Franklin 3. "I want Candy" - Mandy Moore, Aida Turturro y Mary-Louise Parker 4. "It's a Man's Man's Man's World" - James Brown 5. "It must be him" - Vikki Carr 6. "The girl that I marry" - James Gandolfini y Susan Sarandon 7. "Ten commandments of love" - Harvey & The Moonglows 8. "I wonder who's kissing her now" - Aida Turturro 9. "Banks of the Ohio" - David Patrick Kelly y Katherine Borowitz 10. "Piece of my heart" - Janis Joplin 11. "When the saviour reached down for me" - El coro R&C |